# Symposiachrus menckei
A Symposiachrus menckei a madarak osztályának verébalakúak (Passeriformes) rendjébe és a császárlégykapó-félék (Monarchidae) családjába  tartozó faj.

## Rendszerezése
A fajt Oskar Heinroth német biológus írta le 1902-ben, a Monarcha nembe Monarcha menckei néven.

## Előfordulása
Pápua Új-Guineához tartozó Bismarck-szigetek egyik szigetén, Mussau területén honos. Természetes élőhelyei a szubtrópusi vagy trópusi síkvidéki esőerdők, valamint másodlagos erdők és vidéki kertek. Állandó, nem vonuló faj.

## Megjelenése
Testhossza 16 centiméter.

## Természetvédelmi helyzete
Az elterjedési területe kicsi, egyedszáma  1120-11930 példány közötti. A Természetvédelmi Világszövetség Vörös listáján mérsékelten fenyegetett fajként szerepel.